# ایسیار بولائین
ایسیار بولائین (اسپانیایی: Icíar Bollaín‎؛ زادهٔ ۱۲ ژوئن ۱۹۶۷) بازیگر، کارگردان و فیلم‌نامه‌نویس اهل اسپانیا است. وی از سال ۱۹۹۵ میلادی تاکنون مشغول فعالیت بوده است.
از فیلم‌هایی که وی در آن نقش داشته است، می‌توان به مایشابل، کارآگاهان خصوصی، جنوب، درخت زیتون، سلام، تنهایی؟ و چشم‌هایم برای تو اشاره کرد.